# سيداد دي ديوس

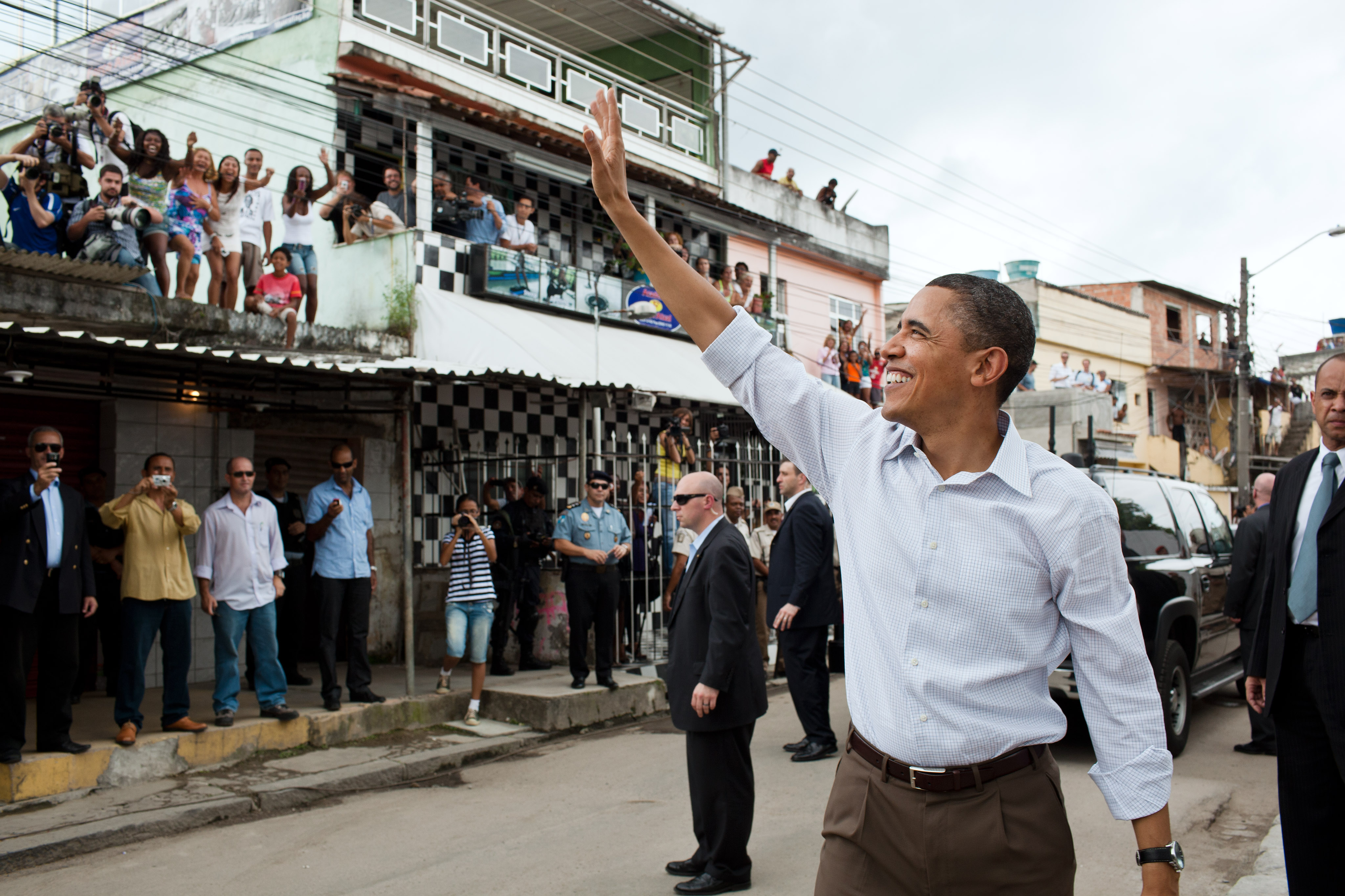
بارك أوباما في مدينة الرب

سيداد دي ديوس أحد الأحياء الفقيرة في مدينة ريو دي جانيرو. الذي اشتهر من خلال فيلم بعنوان (مدينة الله) الذي أخرجه فرناندو ميريليس.

## التسمية
يقول البرازيليون إن الله خلق العالم في ستة أيام وخلق سيداد دي ديوس في اليوم السابع، وأطلقوا على المدينة لقب مدينة الرب. ربما خلق الله مدينة سيداد دي ديوس خلال يوم واحد فقط فلم تكن مدينة سيداد دي ديوس مثالية بسبب ضيق الوقت.